# Uncle Drew
Uncle Drew è un film del 2018 diretto da Charles Stone III.
Il film, una commedia sceneggiata da Jay Longino, vede Kyrie Irving nel ruolo di Uncle Drew (personaggio apparso per la prima volta nel 2012 in una pubblicità della Pepsi Max), insieme ad alcuni giocatori dell'NBA tra cui Shaquille O'Neal, Chris Webber, Reggie Miller, Nate Robinson e l'ex giocatrice dell'WNBA Lisa Leslie. Nel film appaiono anche Lil Rel Howery, Erica Ash, J. B. Smoove, Mike Epps, Tiffany Haddish e Nick Kroll.
Distribuito negli Stati Uniti il 29 giugno 2018, il film ha ricevuto recensioni contrastanti da parte della critica, che ha elogiato le performance del cast, ma ha definito la regia e la sceneggiatura banali.

## Trama
Dopo aver prosciugato i risparmi di una vita per partecipare con una propria squadra nel Rucker Classic di Harlem, Dax ha una serie di sfortunati contrattempi, incluso il perdere i suoi giocatori in favore del suo rivale di lunga data. Nel tentativo disperato di vincere il torneo e il premio in denaro, Dax inciampa sull'uomo, il mito, la leggenda Uncle Drew e lo convince a tornare in campo ancora una volta. I due uomini intraprendono un viaggio per radunare la vecchia squadra di pallacanestro di Drew e dimostrare che un gruppo di settantenni può ancora vincere alla grande.

## Produzione
Il 16 febbraio 2017, PepsiCo annunciò che avrebbe collaborato con la Temple Hill Entertainment per la produzione del film, con il personaggio Uncle Drew già apparso nella pubblicità della Pepsi Max. Il 5 settembre 2017, il programma SportsCenter di ESPN ha rivelato il cast tramite il proprio account Twitter. Lil Rel Howery ha dichiarato che Kyrie Irving ha sentito parlare del suo trasferimento dai Cleveland Cavaliers ai Boston Celtics durante le riprese.

## Promozione
Il 12 febbraio 2018, Kyrie Irving ha annunciato la data di uscita del film tramite il suo account Twitter, mentre il 26 aprile 2018 è stato pubblicato il trailer ufficiale.

## Distribuzione
Il film è stato distribuito nelle sale cinematografiche statunitensi il 29 giugno 2018, mentre in Italia è stato pubblicato su Prime Video il 12 settembre 2018.

## Accoglienza

### Incassi
Uncle Drew ha incassato $42,5 milioni negli Stati Uniti e in Canada e $1,9 milioni in altri territori, per un totale mondiale di $44,3 milioni a fronte di un budget di $18 milioni.
Negli Stati Uniti e in Canada, il film è stato rilasciato insieme a Soldado, ed è stato proiettato in 2742 sale nel suo weekend di apertura. Ha incassato $6,1 milioni nel suo primo giorno, compresi $1,1 milioni dalle anteprime del giovedì sera. Ha debuttato a $15,5 milioni, classificandosi quarto al botteghino, dietro a Jurassic World - Il regno distrutto, Gli Incredibili 2 e Soldado. È sceso del 56% nel suo secondo fine settimana, a $6,7 milioni, finendo sesto.

### Critica
Sull'aggregatore di recensioni Rotten Tomatoes ha un indice di gradimento del 62% con un voto medio di 5,9 su 10, basato su 84 recensioni, mentre su Metacritic ha un punteggio di 57 su 100, basato su 27 recensioni. Secondo CinemaScore il pubblico ha dato un voto medio di "A" su una scala da "A+" a "F".

## Riconoscimenti
- 2018 - E! People's Choice Awards[18][19]
  - Candidatura per il miglior film commedia del 2018.